# Allensbach
Allensbach là một đô thị ở huyện Konstanz ở bang Baden-Württemberg của Đức, là nơi có Institut für Demoskopie Allensbach, một trong những tổ chức nổi tiếng ở Đức.
Allensbach toạ lạc giữa Konstanz và Radolfzell bên hồ Constance.